# Botrytis cinerea
Botrytis cinerea, coneguda popularment com a malura, és una espècie de fong ascomicot de l'ordre dels helotials (Helotiales). És un fong necrotròfic que afecta moltes espècies de plantes, encara que els seus hostes més notables són els grans de raïm. Provoca la botritis, també coneguda con a podridura grisa, floridura dels fruits, floridura grisa, podridura peduncular dels fruits.

## Nomenclatura
El nom de l'espècie Botrytis cinerea deriva del llatí i significa "raïms com cendres"; ("botrytis" del grec botrys (βότρυς) significa "raïms" més el sufix neollatí -itis per a malaltia). La forma sexual del fong, el teleomorf, és un ascomicot de nom Botryotinia fuckeliana, també conegut com a Botryotinia cinerea. Però rarament s'observa i se'n fa referència per l'anamorf (asexual).

## Biologia

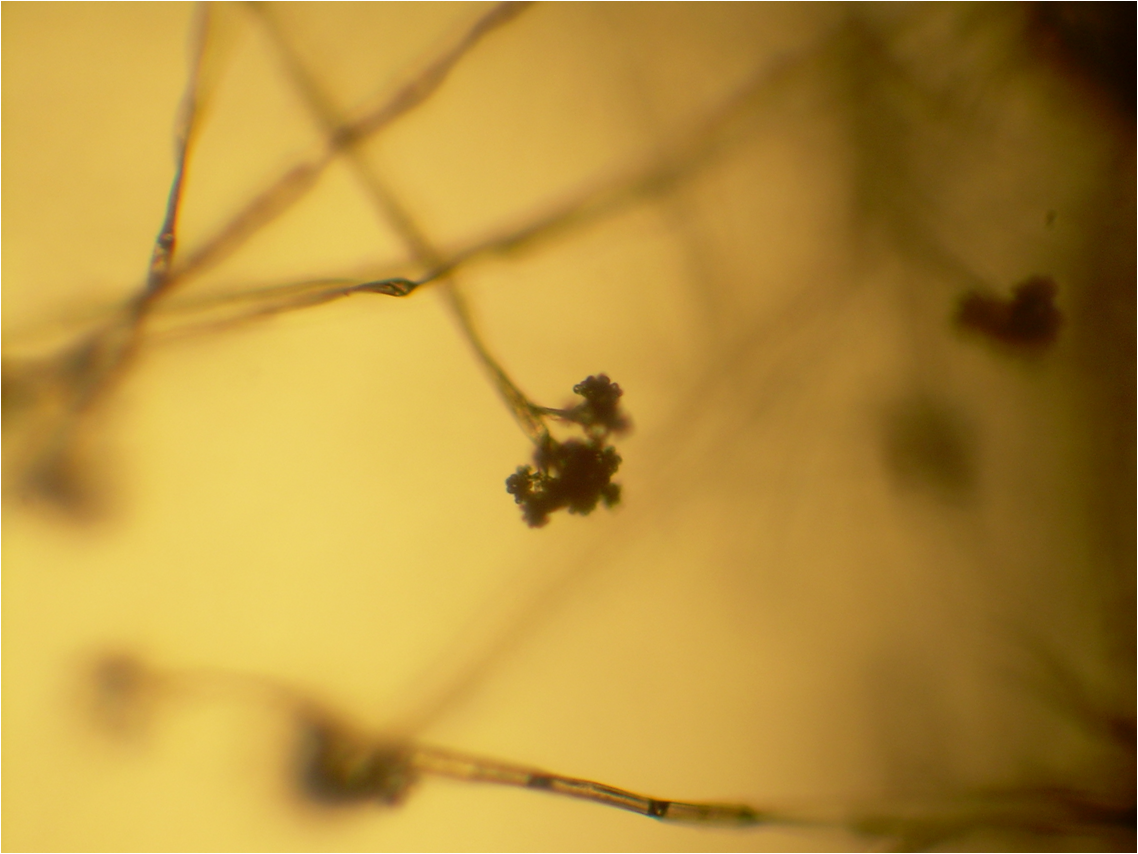
Conidiòfor de Botrytis cinerea

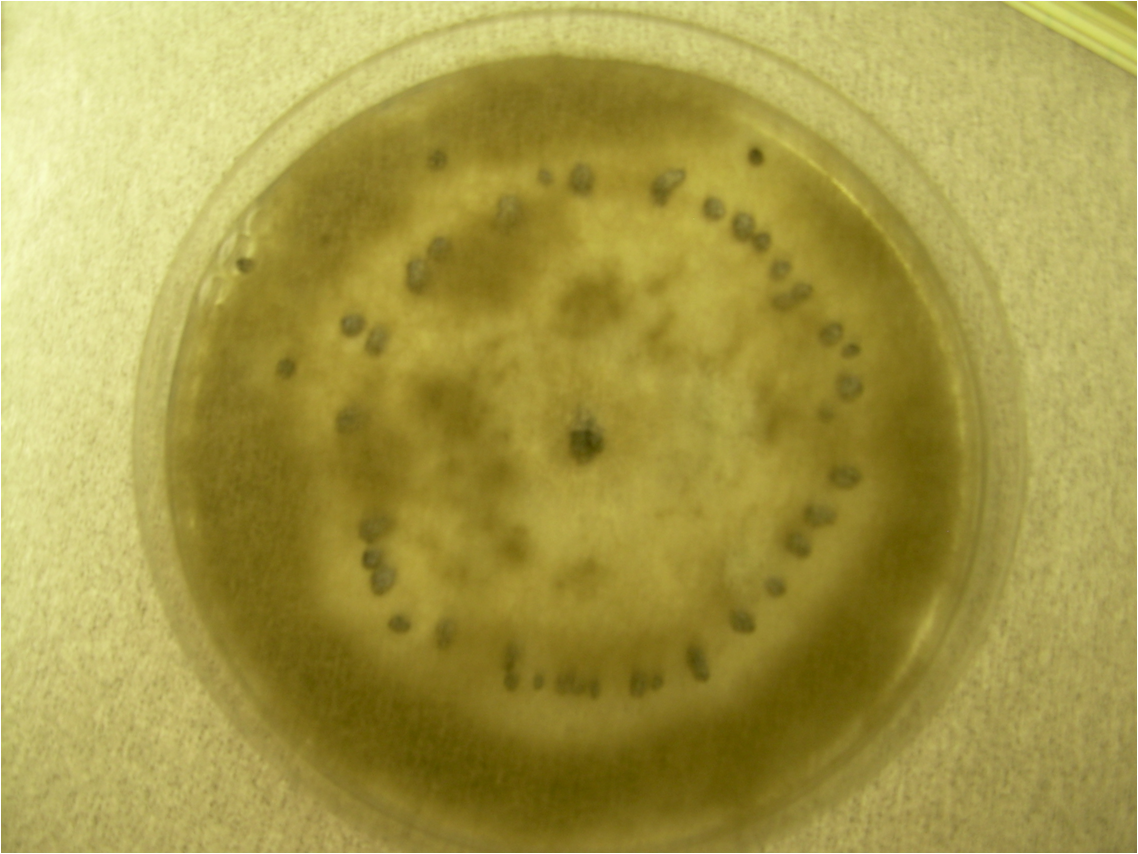
Botrytis cinerea creixent en una placa amb un anell d'esclerocis (les boletes de color marró fosc)

Botrytis cinerea produeix espores asexuals en conidiòfors com estructures arborescents grises. També produeix esclerocis molt resistents com estructures de supervivència. Passa l'hivern com esclerocis o com micelis intactes, tots dos germinaran a la primavera per produir conidiòfors. Els conidis són dispersats pel vent i l'aigua de la pluja i causen noves infeccions.
S'ha observat una considerable variació genètica en les soques de Botrytis cinerea (poliploïdia).
Gliocladium roseum és un fong paràsit de Botrytis cinerea.

## Viticultura
Aquest fong dona lloc a dos tipus diferents d'infeccions en els raïms. El primer, la podridura grisa, és el resultat de condicions constantment humides o de mullena i típicament ocasiona la pèrdua dels raïms afectats. La segona, la podridura noble, ocorre quan a condicions seques li segueixen les mullenes i resultar en uns vins de postres característics com és el cas del vi de Sauternes o el Aszú de Tokaji. En aquest cas, el fong treu aigua dels raïms i deixa un alt percentatge de sòlids com els sucres, àcids de fruits i minerals. Com a resultat el producte final és més concentrat i queda més fi al paladar.

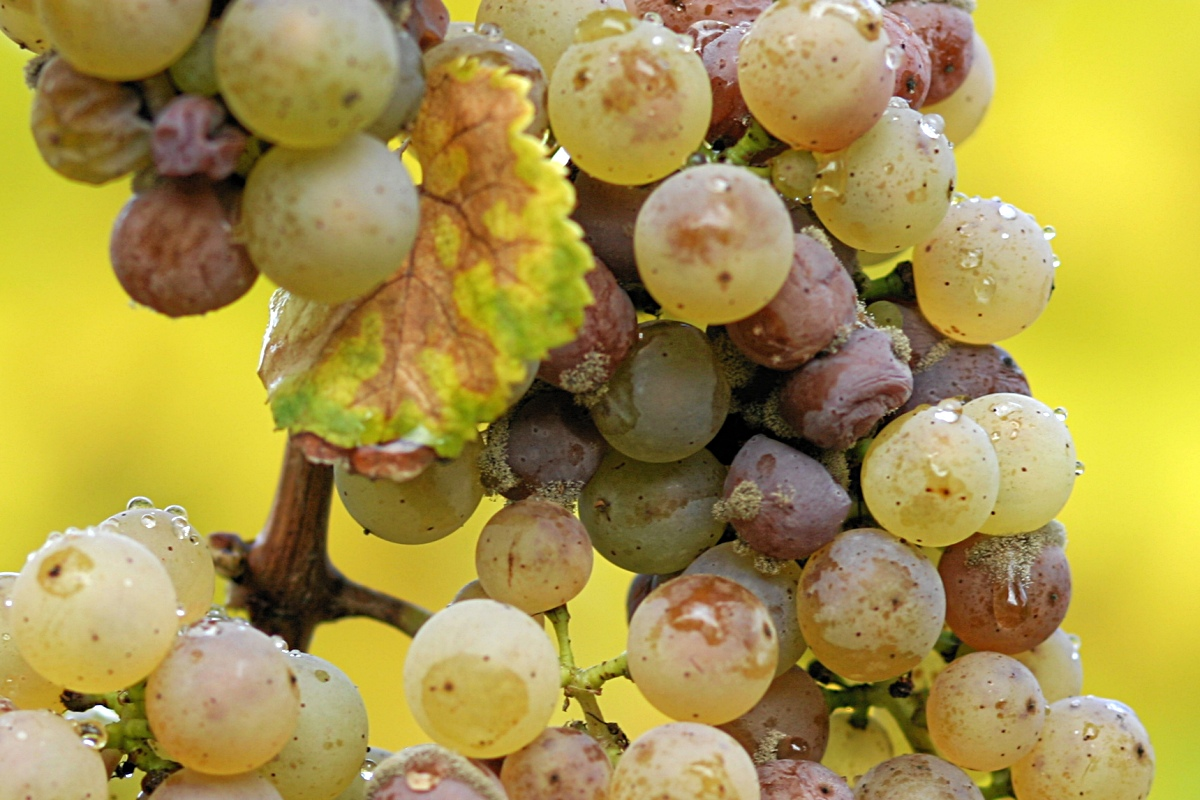
Botrytis cinerea en raïm varietat Riesling.

## Horticultura
Botrytis cinerea afecta moltes altres plantes i és econòmicament important en fruits tous com les maduixes i els cultius de bulbs. Els productes afectats no es poden vendre. Per minimitzar l'afectació cal procurar bona ventilació i evitar el contacte dels fruits amb el terra. Causa molts danys en els tomàquets d'hivernacle.

## Malaltia en humans
Botrytis cinerea en el raïm pot causar «pulmó de viticultor», una forma rara de pneumonitis hipersensible que causa una reacció al·lèrgica en individus predisposats.

## Micovirus deBotrytis cinerea
Botrytis cinerea també hostatja molts micovirus.

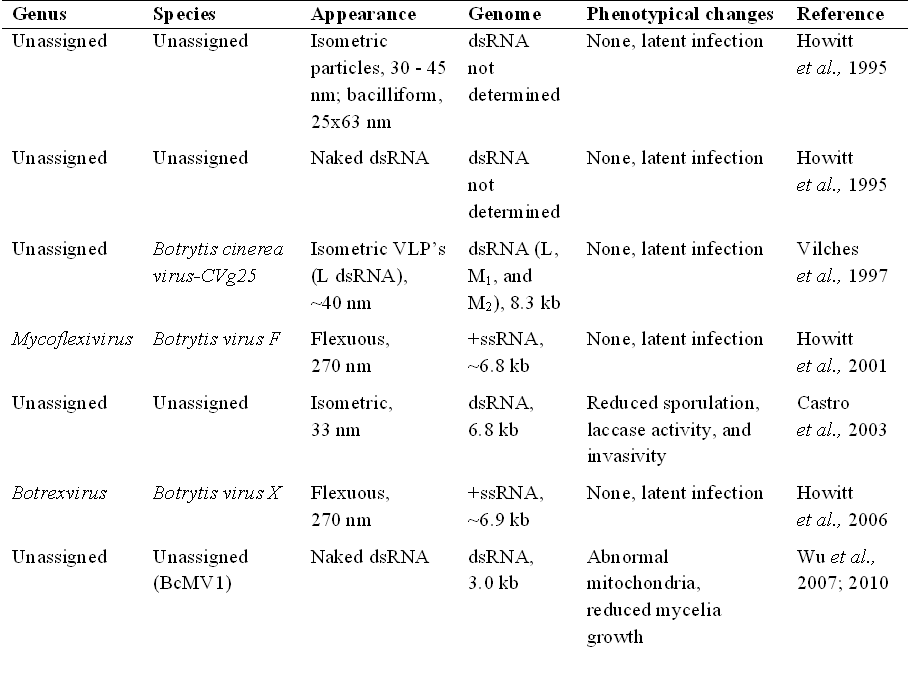
Micovirus de Botrytis cinerea.